# اوتگو (کانزاس)
اوتگو (به انگلیسی: Otego) یک منطقهٔ مسکونی در ایالات متحده آمریکا است که در کانزاس واقع شده‌است. اوتگو ۵۴۷ متر بالاتر از سطح دریا قرار دارد.